# Charlotte Neergaard
Eleanor Charlotte Arntzen Neergaard (født 22. juni 1944 i København, død 1. december 1999) var en dansk skuespillerinde.
Neergaard var elev af Søren Weiss og blev uddannet på Odense Teaters elevskole 1967-70.
Hun debuterede 1. marts 1969 som Ringens Aand i "Aladdin". Charlotte Neergaard var ansat på Odense Teater fra 1967. På TV har hun medvirket som Engeline i "Livens Ondskab".

## Filmografi
- Hærværk (1977)
- Skytten (1977)
- Honning Måne (1978)

### Tv-serier
- Livsens Ondskab (1972)
- En by i provinsen (1977-1980) Afsnit 8. – Ekspeditricen